# Louis Heim
Louis "Lou" Heim (ur. 30 sierpnia 1874 w Saint Louis, zm. 21 kwietnia 1954 tamże) – amerykański wioślarz, brązowy medalista olimpijski.
Wystąpił na igrzyskach olimpijskich w Saint Louis w 1904 roku, gdzie amerykańska osada Western Rowing Club w składzie: Gustav Voerg, John Freitag, Louis Heim i Frank Dummerth zdobyła brązowy medal w czwórce bez sternika. Wyprzedziły ich dwie inne amerykańskie osady: Century Boat Club i Mound City Rowing Club. Startowały tylko trzy zespoły. Był to jego jedyny oficjalny start olimpijski.
W 1902 był mistrzem USA w czwórce bez sternika.
Heim był głuchy.